# Pandan (Catanduanes)
Pandan is een gemeente in de Filipijnse provincie Catanduanes op het gelijknamige eiland. Bij de laatste census in 2007 had de gemeente ruim 19 duizend inwoners.

## Geografie

### Bestuurlijke indeling
Pandan is onderverdeeld in de volgende 26 barangays:
| - Bagawang - Balagñonan - Baldoc - Canlubi - Catamban - Cobo - Hiyop - Libod - Lourdes - Lumabao - Marambong - Napo - Oga | - Pandan Del Norte - Pandan Del Sur - Panuto - Porot - Salvacion - San Andres - San Isidro - San Rafael - San Roque - Santa Cruz - Tabugoc - Tokio - Wagdas |

## Demografie
Pandan had bij de census van 2007 een inwoneraantal van 19.005 mensen. Dit zijn 1.309 mensen (7,4%) meer dan bij de vorige census van 2000. De gemiddelde jaarlijkse groei komt daarmee uit op 0,99%, hetgeen lager is dan het landelijk jaarlijks gemiddelde over deze periode (2,04%). Vergeleken met de census van 1995 is het aantal mensen met 3.280 (20,9%) toegenomen.

De bevolkingsdichtheid van Pandan was ten tijde van de laatste census, met 19.005 inwoners op 119,9 km², 158,5 mensen per km².

## Geboren in Pandan
- Jose Vera (18 november 1888), politicus (overleden 1956);
- Jose Tomas Sanchez (17 maart 1920), kardinaal en emeritus-aartsbisschop van Nueva Segovia (overleden 2012);
- Linda Estrella (3 december 1922), actrice (overleden 2012).